# 创世纪第32章
创世纪32章是《旧约圣经·创世纪》的第三十二章，共有32节。

## 内容
创世纪32章记述雅各从舅舅拉班处逃离后，前面又面临另一个严重的难题－他的哥哥以扫。这时他既无法回到拉班那里，也难以面对哥哥。他看见两队天使来保护他，于是给那地方起名叫玛哈念（意思是两队军兵）。不过虽然有天使相助，当雅各听说以扫带着四百人来到，仍然大为恐慌，认为以扫带这么多人前来，一定是要击杀他的全家。比起两队天使，他还是更信靠自己的聪明，他模仿两队天使，把他的人口和羊群、牛群、骆驼分作两队。认为如果以扫击杀了一队，另一队还可以逃避；雅各作了这些安排之后，还是感到不安，于是他抓住耶和华的应许，开口向他祷告（这是圣经中首次记载他的祷告）。
雅各仍然不能安睡，他把牲口编成九群作为礼物，让仆人送给以扫，每群之间都有距离，这样可以使他赢得距离和时间，足以应付局面。 
雅各夜间带着两个妻子，两个使女，并十一个儿子，过雅博渡口。最后只剩下他一人的时候，神来与他摔跤，直到黎明。雅各全力挣扎，神无法征服雅各，最后摸了雅各的大腿窝，使他瘸了。雅各不容神离开，要求给他祝福，于是神为他改名叫以色列。雅各给那地方起名叫毗努伊勒。因此，以色列人不吃大腿窝的筋。 

## 相关研究

### 《亚伯拉罕以撒雅各的神》
圣经学者倪柝声对创世纪32章相当重视，在他的著作《亚伯拉罕以撒雅各的神》一书中对该章进行了长篇的寓意式解经，也体现了他的神学思想中强调“破碎”的一面。。倪柝声将这一段列为雅各经历的第三段，天然的生命因神的对付而脱了节。